# Marcberg
Albums de Roc Marciano
Reloaded
(2012)
Marcberg est le premier album studio de Roc Marciano, sorti le 4 mai 2010.
Cet opus, entièrement produit par Roc Marciano, a été bien accueilli par la critique.
Marcberg a été réédité en 2012, accompagné d'un disque bonus d'instrumentaux.

## Liste des titres
| No  | Titre           | Contient un (des) sample(s) de                                                             | Durée |
| --- | --------------- | ------------------------------------------------------------------------------------------ | ----- |
| 1.  | Pimptro         | It's Love That Really Counts de Dionne Warwick                                             | 1:32  |
| 2.  | It's a Crime    |                                                                                            | 4:11  |
| 3.  | Whateva Whateva | Tune Up d'Andy Bey                                                                         | 3:56  |
| 4.  | Raw Deal        | I've Got to Find a Way (To Hide My Hurt) Parts 1&2 de Moses Dillard & the Tex Town Display | 3:19  |
| 5.  | We Do It        |                                                                                            | 4:36  |
| 6.  | Snow            | Honey de Mighty Doug Haynes Sweetest Thing in the World de Turner Bros.                    | 4:03  |
| 7.  | Ridin Around    | Dream Gerrard de Traffic Doggone de Love Very Special de Debra Laws                        | 4:35  |
| 8.  | Panic           |                                                                                            | 3:46  |
| 9.  | Thugs Prayer    | Trip Thru Hell (Part I) du C.A. Quintet                                                    | 2:59  |
| 10. | Pop             | I'm Going to Get Medieval on Your Ass (extrait de la bande son du film Pulp Fiction)       | 3:40  |
| 11. | Jungle Fever    | Frightened Girl de Silent Majority                                                         | 5:00  |
| 12. | Don Shit        |                                                                                            | 3:38  |
| 13. | Marcberg        |                                                                                            | 4:33  |
| 14. | Hide My Tears   | Keeping Up My Front de Smoked Sugar                                                        | 4:29  |
| 15. | Shoutro         | Tomorrow or Yesterday de Samson                                                            | 4:11  |

| 16. | Scarface Nigga                      | 3:46 |
| 17. | Snow (Remix) (featuring Sean Price) | 2:37 |
| 18. | Bozak                               | 3:54 |

| 1.  | It's a Crime (Instrumental)    | 3:04 |
| 2.  | Whateva Whateva (Instrumental) | 1:46 |
| 3.  | Raw Deal (Instrumental)        | 2:47 |
| 4.  | Snow (Instrumental)            | 3:04 |
| 5.  | Ridin Around (Instrumental)    | 4:34 |
| 6.  | Panic (Instrumental)           | 3:29 |
| 7.  | Thugs Prayer (Instrumental)    | 2:12 |
| 8.  | Pop (Instrumental)             | 2:55 |
| 9.  | Jungle Fever (Instrumental)    | 3:47 |
| 10. | Shoutro (Instrumental)         | 3:46 |
| 11. | Bozak (Instrumental)           | 3:51 |